# Jean-Pierre Zola
Pour les articles homonymes, voir Zola (homonymie).
Jean-Pierre Zola est un acteur français, né le 5 février 1916 à Vienne (Autriche) et mort le 18 janvier 1979 à Maisons-Laffitte (Yvelines).

## Biographie

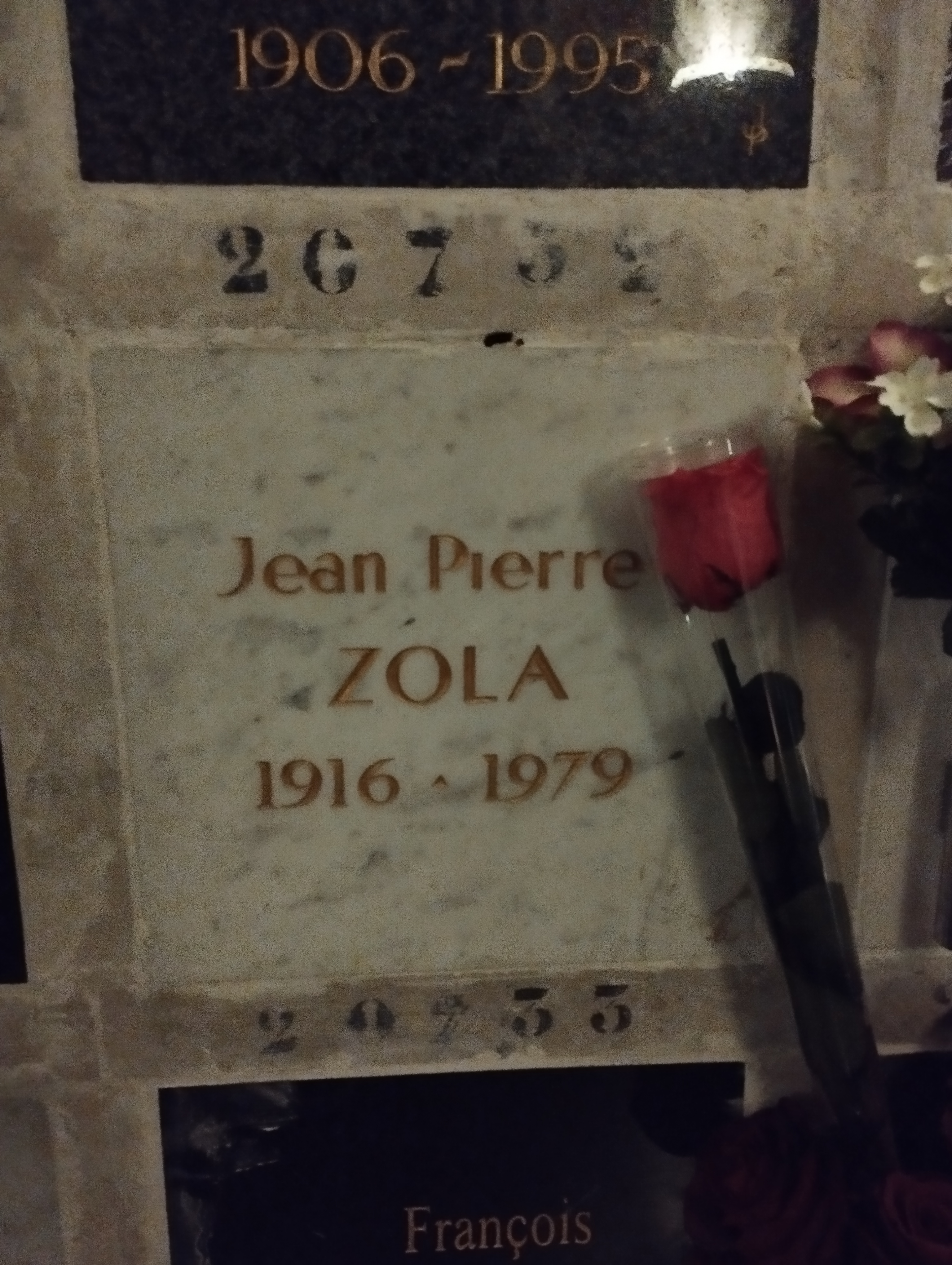
Tombe de Jean-Pierre Zola au columbarium du Père-Lachaise (division 87, case n° 20732).

Jean-Pierre Zola est né à Vienne en Autriche. Lorsqu'il a huit ans, il va vivre au Caire où ses parents vont s'installer. Jusqu'à 40 ans, il vit en Égypte où il se produit dans des pièces de théâtre amateur. La crise du canal de Suez le contraint à quitter l'Égypte pour la France. Pour poursuivre sa carrière, il s'installe à Paris. Là, Jacques Tati lui donne son premier engagement au cinéma dans Mon oncle, où il joue M. Arpel, le directeur d'une usine de matières plastiques et beau-frère de M. Hulot. Il joue entre autres dans Le Train de John Frankenheimer en 1964 et dans Belphégor, le fantôme du Louvre l'année suivante.
Polyglotte, — il parle six langues, — Zola a  également joué dans des films allemands et américains dans les années 1970.
Il est inhumé au cimetière du Père-Lachaise (division 87, columbarium, case 20732).

## Filmographie
- 1958 : Mon oncle de Jacques Tati : Charles Arpel
- 1958 : Christine de Pierre Gaspard-Huit
- 1959 : Babette s'en va-t-en guerre de Christian-Jaque : le Major
- 1959 : Les Liaisons dangereuses 1960 de Roger Vadim : un réceptionniste de l'hôtel à Deauville
- 1960 : Le Baron de l'écluse de Jean Delannoy
- 1960 : Le Saint mène la danse de Jacques Nahum
- 1960 : La Main chaude de Gérard Oury
- 1960 : Prisonniers de la brousse de Willy Rozier : Bourderoux
- 1960 : La Chatte sort ses griffes d'Henri Decoin
- 1960 : Classe tous risques de Claude Sautet
- 1960 : Le Septième Jour de Saint-Malo de Paul Mesnier : le directeur du cabaret
- 1960 : Le Panier à crabes de Joseph Lisbona
- 1960 : Ça va être ta fête de Pierre Montazel
- 1961 : Au voleur ! de Ralph Habib : le directeur d'hôtel
- 1961 : Callaghan remet ça de Willy Rozier
- 1961 : Le Pavé de Paris d'Henri Decoin
- 1961 : Tout l'or du monde de René Clair : le maquettiste
- 1962 : Le Temps des copains (série télévisée) de Robert Guez : le téléphoniste à l’usine (ép. 70)
- 1962 : Les Culottes rouges d'Alex Joffé : le délégué civil
- 1962 : Carillons sans joie de Charles Brabant
- 1963 : Mélodie en sous-sol d'Henri Verneuil : le client des bains-douches
- 1963 : Le Grand Duc et l'Héritière de David Swift : Mueller
- 1963 : Carambolages de Marcel Bluwal : un représentant de sandales
- 1963 : Strip-tease de Jacques Poitrenaud
- 1963 : Les Vierges de Jean-Pierre Mocky
- 1963 : La Cuisine au beurre de Gilles Grangier
- 1964 : Le Train (The Train) de John Frankenheimer : Octave
- 1964 : Tintin et les Oranges bleues de Philippe Condroyer : le président
- 1964 : Les Gorilles de Jean Girault : Van Lédiam
- 1964 : Relaxe-toi chérie de Jean Boyer : le président de la société industrielle
- 1964 : Trafics dans l'ombre d'Antoine d'Ormesson
- 1965 : Belphégor ou le Fantôme du Louvre de Claude Barma, (série télévisée) : Cacherot
- 1966 : Et la femme créa l'amour de Fabien Collin
- 1966 : Paris brûle-t-il ? de René Clément : le caporal Mayer
- 1966 : Palpitations de Marcel Moussy (TV)
- 1966 : La Fantastique Histoire vraie d'Eddie Chapman de Terence Young : le commandant de la prison
- 1967 : Le Scandale de Claude Chabrol
- 1967 : L'Étranger de Luchino Visconti : un employé
- 1967 : Arriva Dorellik de Steno : Leduc
- 1968 : Koenigsmark (TV) de Jean Kerchbron : le général allemand
- 1968 : À tout casser de John Berry : le bourgeois
- 1969 : Le Vol du goéland (TV) de Jean Kerchbron : le commandant de la Luftwaffe
- 1969 : Hold-up pour Laura de Jean Maley
- 1969 : Hibernatus d'Édouard Molinaro : le moine de l'abbaye
- 1969 : Le Clan des Siciliens d'Henri Verneuil : M. Wallach - le diamantaire
- 1969 : Trois hommes sur un cheval de Marcel Moussy : le beau-frère du concierge
- 1970 : Les Choses de la vie de Claude Sautet : le père d'Hélène
- 1970 : Le Mur de l'Atlantique de Marcel Camus : colonel Muller
- 1971 : Die Nackte Gräfin de Kurt Nachmann : Galupian
- 1972 : Sex connection de Charles Ferrer
- 1973 : La Classe du sexe de Norbert Terry
- 1973 : La Torture d'Adrian Hoven
- 1973 : L'Alphomega de Lazare Iglesis (feuilleton TV)
- 1973 : La Belle Affaire de Jacques Besnard
- 1973 : Oh Jonathan, oh Jonathan! de Franz Peter Wirth : Koch Armand
- 1973 : La Ligne de démarcation - épisode 6 : Erretoranea (série télévisée) de Robert Mazoyer : le Feldwebel
- 1973 : Le Renard et Les Grenouilles, feuilleton télévisé de Jean Vernier : Westouter dit "Gros Louis"
- 1974 : Violence et passion de Luchino Visconti : Blanchard, marchand d'art
- 1975 : Le Dernier Cri de Robert Van Ackeren
- 1975 : French Connection 2 de John Frankenheimer : Dumpy Policeman
- 1975 : L'Éducation amoureuse de Valentin de Jean L'Hôte : M. Lafleur
- 1975 : Opération Lady Marlène de Robert Lamoureux : Kurt
- 1975 : On a retrouvé la septième compagnie de Robert Lamoureux
- 1976 : Halt die Luft an alter Gauner de Gunter Goldhammer : Hafenmeister
- 1976 : La Grande Récré de Claude Pierson
- 1976 : Inspecteur Derrick (série télévisée) : Herr Thalmeier
- 1978 : La Raison d'État de André Cayatte : un frère de Marrot
- 1978 : Le Renard : Brosch, l'antiquaire (Saison 2, épisode 2 : Musique de nuit)
- 1979 : An Almost Perfect Affair de Michael Ritchie
- 1979 : La Main coupée (TV) de Jean Kerchbron : le déserteur Jacottet